# Micardia ikoly
Micardia ikoly là một loài bướm đêm trong họ Noctuidae.